# Силва Сантос, Луан Винисиус да
Луа́н Вини́сиус да Си́лва Са́нтос (порт.-браз. Luan Vinícius da Silva Santos); родился 14 мая 1999 года, Сан-Паулу, Бразилия), — бразильский футболист, опорный полузащитник клуба «Сан-Паулу».

## Биография
Луан — воспитанник клуба «Сан-Паулу» из своего родного города. 22 июля 2018 года в матче против «Коринтианса» он дебютировал в бразильской Серии A.
В 2019 году вместе с молодёжной командой «Сан-Паулу» Луан стал победителем Молодёжного кубка Сан-Паулу — важнейшего соревнования для молодёжных команд Бразилии.

## Титулы и достижения
- Победитель Молодёжного кубка Сан-Паулу (1): 2019